# International Speedway Corporation
L'International Speedway Corporation (ISC) era una società la cui attività principale era la proprietà e la gestione di circuiti di corse automobilistiche. L'ISC è stata creata dal fondatore della NASCAR Bill France Sr. nel 1953 per la costruzione del Daytona International Speedway e nel 1999 si è fusa con Penske Motorsports per diventare una delle più grandi società di sport motoristici del Nord America. La società ha svolto un ruolo importante, anche se controverso, nella modernizzazione dello sport. Ha collaborato con la NASCAR per creare nuove piste e aggiornare quelle più vecchie nel tentativo di migliorare le corse e l'esperienza per gli spettatori e ha costruito nuove piste popolari in regioni precedentemente ritenute poco rilevanti dalla NASCAR.
Il 20 maggio 2019, la NASCAR ha acquistato la società International Speedway Corporation per circa 2 miliardi di dollari, diventando privata il 18 ottobre 2019.

## Storia

### Bill France Racing
L'International Speedway Corporation (ISC) è stata fondata come Bill France Racing, Inc. (poi Daytona International Speedway Corporation) nel 1953 e nel 1957 la società ha firmato un contratto per l'uso del terreno su cui costruire il Daytona International Speedway, uno dei primi tracciati ovali. Un decennio dopo, France decise di costruire un altro superspeedway, questa volta su un terreno di 2.000 acri (8 km²) vicino Talladega, Alabama. A compimento dei lavori il Talladega Superspeedway è diventato il circuito più veloce della NASCAR. Queste due piste sono state le più veloci del calendario fino all'avvento degli air-restrictor nel 1988. Nel 1968, l'azienda assunse il nome attuale per riflettere la portata ambiziosa del progetto. Due anni dopo, l'ISC ha creato il Motor Racing Network, una rete radiofonica play-by-play per le gare NASCAR, con la prima copertura di gara alla Daytona 500 del 1970.
Gli anni 80 hanno visto aumentare la popolarità della NASCAR, non solo tra i fan, ma anche tra gli sponsor . Aziende come Ford, General Motors, Winston e Gatorade erano disposte a investire dollari in pubblicità e organizzare gare automobilistiche divenne molto più redditizio. Per capitalizzare su questo, l'azienda ha iniziato a perseguire l'espansione attraverso l'acquisto di circuiti già esistenti. Nel 1982, la società acquistò uno dei circuiti più popolari e tradizionali, il Darlington Raceway, operativo dal 1950, così come il Tucson Raceway Park, un circuito ovale sterrato (poi asfaltato) in Arizona . L'anno successivo hanno collaborato con Corning Glass Works per l'acquisto del percorso stradale Watkins Glen International nello stato di New York. Nel 1987, Bill France Sr. si è dimesso dalla carica di presidente dell'azienda ed è stato sostituito da Jim France. Due anni dopo, l'ISC ha incorporato la sua società di servizi di ristorazione, Americrown.

### La fusione con Penske
A questo punto l'ISC era un business redditizio, ma la maggior parte delle loro gare erano ancora nel sud e in aree prevalentemente rurali, con molte delle principali città del paese come Los Angeles, Detroit, Miami e Chicago prive di una pista vicina. L'ISC ha iniziato a cercare una soluzione a questo problema alla fine degli anni '90. L'Homestead-Miami Speedway è stato costruito nel 1995 da Ralph Sanchez e Wayne Huizenga e nel 1997 l'ISC e Penske Motorsports (di proprietà del magnate degli sport motoristici Roger Penske ) hanno collaborato con i proprietari della pista. Nel 1999, l'azienda ha continuato ad espandersi quando si è fusa con Penske Motorsports, che all'epoca possedeva quattro speedway: Nazareth Speedway, North Carolina Speedway a Rockingham, North Carolina, Michigan International Speedway e l'Auto Club Speedway di nuova costruzione (che ha aperto con il nome di California Speedway). La nuova società ha mantenuto il nome di ISC, con il figlio di Penske, Gregory Penske, che si è unito al consiglio di amministrazione. Tuttavia, non tutti i nuovi tracciati della fusione si adattarono ai piani dell'azienda, poiché la pista Nazareth Speedway fu presto chiusa e il North Carolina Speedway fu venduto. La fusione ha anche consentito all'ISC una partecipazione del 90% nell'Homestead-Miami Speedway. Successivamente la società ha acquistato anche il restante 10% per acquisire il controllo completo della pista.
Nello stesso anno, l'ISC formò la Motorsports Alliance con i proprietari dello storico Indianapolis Motor Speedway; questa società costruì il nuovo Chicagoland Speedway nella vicina Joliet, Illinois, e acquistò la piccola pista di accelerazione della Route 66 Raceway. Nel 2007, l'ISC ha assunto il controllo di entrambi i tracciati.
Nel 2001, l'ISC ha continuato a costruire strutture moderne come il Kansas Speedway vicino a Kansas City.
Nel 2003, Lesa Kennedy è subentrata al posto di Jim France come presidente dell'azienda. Il 1 giugno 2009, John R. Saunders ha assunto la carica di presidente dell'ISC, diventando il primo presidente dell'ISC senza un cognome "France". Saunders ha anche ricoperto la carica di vicepresidente esecutivo delle operazioni prima di diventare presidente.
Il 28 gennaio 2019, è stato rivelato nel rapporto annuale 2018 dell'ISC che un totale di 78.000 posti a sedere sono stati rimossi da Chicagoland, Darlington, Kansas, Martinsville, Michigan, Phoenix e Richmond.

## Oggi
L'azienda possiede 13 piste attive che ospitano collettivamente 18 dei 36 eventi del programma della principale competizione NASCAR, la NASCAR Cup Series . Dodici delle tredici ospitano una gara di Sprint Cup (la tredicesima è la Route 66 Raceway, una pista per drag-racing).
Oltre alle corse di stock car per cui NASCAR è famosa, i circuiti ISC ospitano anche gare IndyCar Series, USCC, Grand-Am, IMSA GT e SCCA , gare di go-kart WKA e gare motociclistiche AMA . Oltre alla NASCAR, altre serie di stock car come IROC e ARCA utilizzano i loro circuiti.
Le altre partecipazioni della società includono Motor Racing Network, una rete radiofonica che trasmette eventi NASCAR, e Americrown, un'azienda di servizi di ristorazione. Nel 2005, l'ISC ha collaborato con Speedway Motorsports, Inc. per formare Motorsports Authentics, una società che commercializza e distribuisce souvenir e oggetti da collezione legati alla NASCAR.
Fino al 20 maggio 2019, l'ISC era una società separata dalla NASCAR, ma controllata dalla famiglia France. Circa il 35% delle azioni dell'ISC era di proprietà degli eredi del fondatore della NASCAR Bill France ed il resto è stato scambiato in borsa.
Il 20 maggio 2019 è stato annunciato che la NASCAR avrebbe acquisito l'ISC.
La vendita è stata completata il 21 ottobre 2019.
L'ISC ha ancora sede a Daytona Beach, in Florida, vicino al Daytona International Speedway e sta lavorando a un nuovo centro di intrattenimento chiamato ONE DAYTONA che includerà un centro commerciale e un hotel.

### Circuiti dell'ISC
| Nome del circuito | Posizione              | Lunghezza                               | Posti a sedere | Anno di apertura | Anno di acquisto |
| --- | ---------------------- | --------------------------------------- | -------------- | ---------------- | ---------------- |
| Auto Club Speedway | Fontana, CA            | 2,0 miglia (3,2 km)                     | 68.000         | 1997             | 1999             |
| Chicagoland Speedway | Joliet, IL             | 1,5 miglia (2,4 km)                     | 47.000         | 2001             | 2007             |
| Darlington Raceway | Darlington, SC         | 1,366 miglia (2,198 km)                 | 47.000         | 1950             | 1982             |
| Daytona International Speedway | Daytona Beach, Florida | 2,5 miglia (4,0 km)                     | 101.000        | 1959             | 1959 †           |
| Homestead-Miami Speedway | Fattoria, Florida      | 1,5 miglia (2,4 km)                     | 46.000         | 1995             | 1999 †           |
| Kansas Speedway | Kansas City, Kansas    | 1,5 miglia (2,4 km)                     | 48.000         | 2001             | 2001             |
| Martinsville Speedway | Ridgeway, Virginia     | ,526 miglia (0,847 km)                  | 44.000         | 1947             | 2004             |
| Michigan International Speedway | Brooklyn, MI           | 2,0 miglia (3,2 km)                     | 56.000         | 1968             | 1999             |
| Phoenix Raceway | Avondale, AZ           | 1,0 miglio (1,6 km)                     | 42.000         | 1964             | 1997             |
| Richmond Raceway | Richmond, Virginia     | ,75 miglia (1,21 km)                    | 51.000         | 1946             | 1999             |
| Route 66 Raceway | Joliet, IL             | ,25 miglia (0,40 km) pista di traino    | 30.000         | 1998             | 2007             |
| Talladega Superspeedway | Talladega, AL          | 2,66 miglia (4,28 km)                   | 78.000         | 1969             | 1969             |
| Watkins Glen International | Watkins Glen, New York | 2,45 miglia (3,94 km) percorso stradale | 38.900         | 1948             | 1997             |
| † - Daytona International Speedway e Homestead-Miami Speedway sono gestiti da ISC e soggetti a contratti di locazione a lungo termine con le città in cui si trovano i circuiti. La data indicata è l'anno in cui l'ISC ha stipulato i contratti di locazione, o acquisito il contratto di locazione, di questi circuiti. |                        |                                         |                |                  |                  |

### Circuiti ISC precedenti/inattivi
| Nome del circuito                | Posizione      | Lunghezza               | Posti a sedere | Anno di apertura | Anno acquisito | Ultimo anno di attività |
| -------------------------------- | -------------- | ----------------------- | -------------- | ---------------- | -------------- | ----------------------- |
| Nazareth Speedway                | Nazaret, PA    | 0,946 miglia (1,522 km) | 37.424         | 1966             | 1999           | 2004                    |
| Rockingham Speedway              | Rockingham, NC | 1,017 miglia (1,637 km) | 60.122         | 1965             | 1999           | 2004                    |
| Pikes Peak International Raceway | Fontana, CO    | 1 miglio (1,6 km)       | 62.000         | 1997             | 2005           | 2005                    |
| Tucson Raceway Park              | Tucson, AZ     | ,375 miglia (0,604 km)  | N / A          | 1968             | 1982           | 2002                    |

## Tentativi di espansione
L'ISC e la NASCAR hanno entrambi reso pubblico il loro desiderio di costruire nuove strutture in aree che ritengono avere il potenziale di crescita, in particolare il Pacifico nord-occidentale e New York City.

### Nordovest del Pacifico

#### Marysville

La contea di Kitsap si trova dall'altra parte del Puget Sound da Seattle

Nel 2003, l'ISC ha iniziato a esplorare diversi luoghi a Washington e in Oregon per una nuova pista in modo da attirare fan da tutto il Pacifico nord-occidentale, stabilendosi infine in un'area vicino Marysville, Washington, nella contea di Snohomish, Washington a nord di Seattle . Sebbene il piano abbia incontrato una certa resistenza da parte dei residenti – in particolare colore che vivevano nelle vicinanze – gli imprenditori locali e altri residenti erano favorevoli al piano, ritenendo che la pista sarebbe stata positiva per l'economia della zona e avrebbe creato posti di lavoro. La proposta di Marysville sarebbe stata sostenuta da fondi pubblici raccolti attraverso le tasse, più o meno allo stesso modo di altri impianti sportivi della zona (KeyArena, Safeco Field, CenturyLink Field). La pista sarebbe stata di proprietà pubblica e affittata all'ISC. Nel novembre 2004, i funzionari locali e l'ISC hanno annunciato di non poter portare a termine l'accordo, affermando che i costi per quel particolare sito sarebbero stati troppo alti.

#### Bremerton, Washington
Dopo che l'accordo a Marysville è fallito, l'ISC ha individuato un'altra zona, questa volta a sud dell'aeroporto nazionale di Bremerton a Bremerton, Washington, dall'altra parte del Puget Sound. Sebbene, come la proposta di Marysville, la proposta di Bremerton fosse parzialmente finanziata con denaro pubblico, il denaro non proverrà direttamente dalle tasse ma invece da obbligazioni finanziate dalle tasse, in uno schema simile a quello utilizzato per finanziare il Kansas Speedway. Inoltre, come la proposta di Marysville, la pista di Bremerton sarebbe di proprietà pubblica e affittata a ISC per tre gare all'anno. I legislatori e cittadini dell'area hanno accolto la proposta con poco entusiasmo, ma la società si è ripromessa di presentare un'offerta migliore per l'inizio del 2007.
Nel marzo 2007, c'è stata una piccola controversia con il rappresentante dello stato di Washington Larry Seaquist quando è stato citato per aver detto: "Queste persone non sono il tipo di persone che vorresti vivessero accanto a te. Sarebbero quelli con le auto da sballo nel cortile di casa che cercherebbero di aggirare la legge." Si presumeva che la citazione fosse un attacco ai fan della NASCAR, ma Seaquist in seguito affermò che era diretta all'ISC.
Nell'aprile 2007, questo piano è stato abbandonato dall'ISC dopo che la società non è riuscita a trovare un accordo con legislatura dello Stato di Washington e dopo non essere riuscita ad avere il pieno sostegno dei commissari della contea di Kitsap.

### New York
Il 30 novembre 2004, la società ha mostrato interesse nella costruzione di un superspeedway a New York ed ha avviato i contatti con i funzionari di Staten Island sulla costruzione di una pista in quella zona. Nel 2004, l'ISC ha acquistato 600 acri (2,4 km²)  a Staten Island, New York City per la costruzione di un circuito da 4/5 miglia (1,3 km) che avrebbe potuto contenere 80.000 fan e avere come sfondo lo skyline di New York City. La proposta è stata accolta con dissenso da parte dei residenti dell'isola. In una riunione pubblica nell'aprile 2006, la polizia ha dovuto interrompere la riunione in anticipo per paura di rivolte e problemi di sicurezza.
Nel dicembre 2006, l'ISC ha abbandonato il progetto.

### Colorado
Il 13 febbraio 2007, la società ha annunciato che stavano esaminando la costruzione di una pista in Colorado . La pista da 75.000 posti sarebbe stata costruita in una delle due località della contea di Adams, appena a est di Denver . La società cercherà anche di utilizzare lo stesso tipo di combinazione di fondi pubblici e privati come in Kansas e Washington.

## Cause legali e problemi con l'Antitrust

### Causa con Francis Ferko
Francis Ferko, azionista di Speedway Motorsports, Inc., ha citato in giudizio la NASCAR e l'ISC nel 2002 per aver violato le leggi antitrust federali e per presunte violazioni del contratto. Secondo Ferko, entrambe le società di tacito accordo non avrebbero assegnato una seconda data della Winston Cup Series al Texas Motor Speedway, sostenendo che la seconda data era stata "promessa" alla pista della Speedway Motorsports. Dopo un tentativo della NASCAR di far archiviare il caso, un altro azionista, Rusty Vaughn, si è unito al caso come co-querelante nel 2003. Sebbene il CEO della NASCAR Brian France avesse inizialmente affermato che avrebbe battagliato in un'aula di tribunale, nell'aprile 2004 è stato annunciato che il caso era stato risolto in via extragiudiziale con il Texas che aveva ottenuto la data della Coppa precedentemente appartenente al North Carolina Speedway e, come parte di l'accordo, accettando di acquistare il circuito per 100 milioni di dollari. Di conseguenza, anche altre gare in programma sono state spostate.

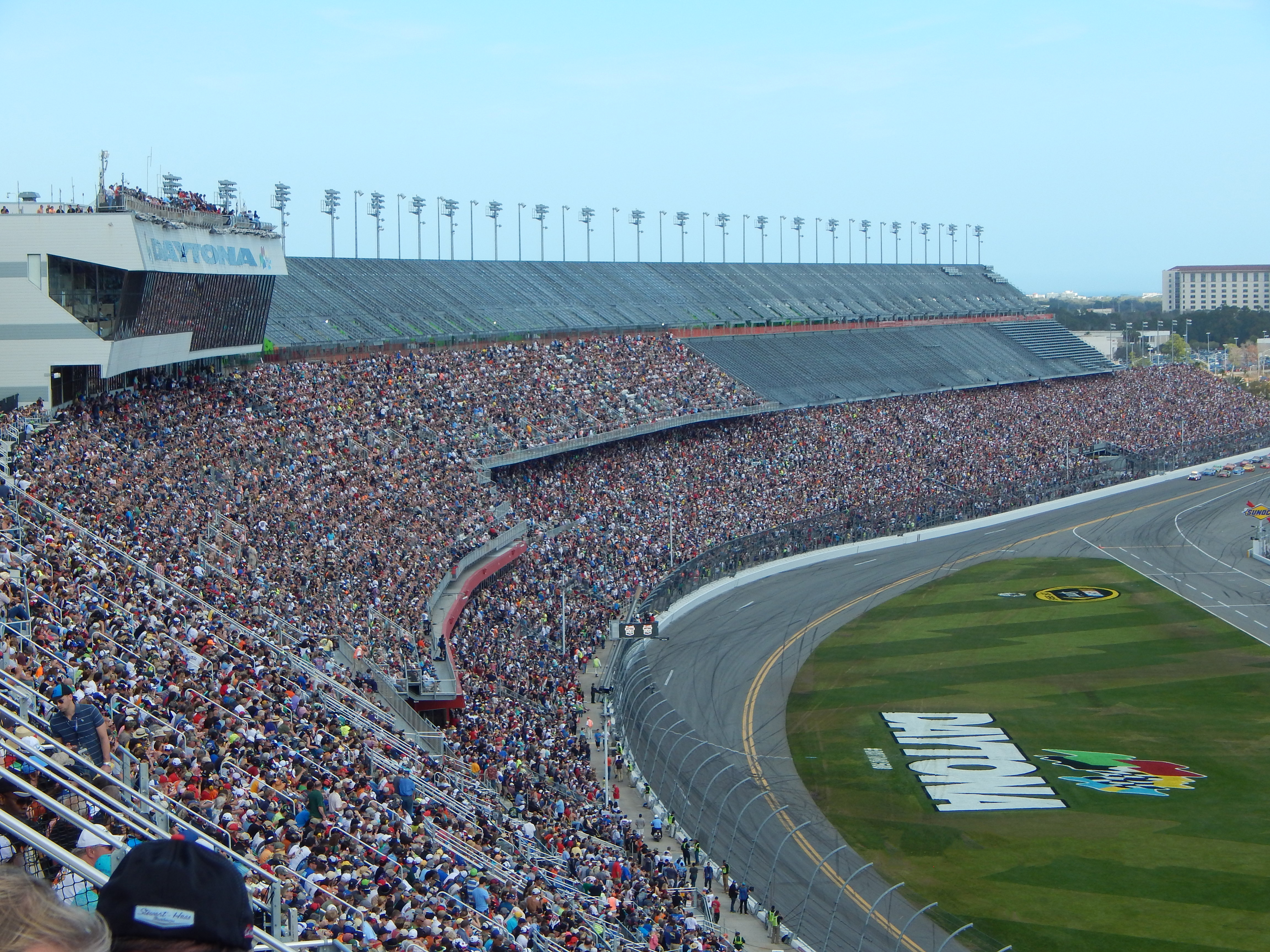
ISC possiede 12 sedi NASCAR, tra cui Daytona International Speedway, sede della gara principale della NASCAR, la Daytona 500.

### Causa con il Kentucky Speedway
Nel 2005, il Kentucky Speedway ha intentato una causa simile contro l'ISC e la NASCAR, sostenendo che la NASCAR avrebbe violato le leggi antitrust e non avrebbe assegnato loro una gara della Sprint Cup Series. La NASCAR ha cercato di far archiviare il caso sostenendo che lo speedway non stava cercando di porre fine alle presunte pratiche anticoncorrenziali, ma stava semplicemente cercando di trarne vantaggio. Questa mozione è stata però respinta. Anche una mozione per spostare il caso dal Kentucky alla Florida – sede della NASCAR e dell'ISC – è stata respinta. L'ISC, da parte sua, ha affermato che non avrebbe dovuto essere coinvolta nel caso in quanto non ha mai svolto nessuna attività nel Kentucky. Gli avvocati del Kentucky Speedway hanno affermato che la società fa affari online ed è altrettanto responsabile della mancanza di concorrenza nella concessione delle gare tanto quanto lo è la NASCAR.
Inizialmente, il Kentucky voleva che la giuria costringesse la NASCAR a concedere allo speedway un evento della Sprint Cup Series, ma nel 2007 hanno cambiato la loro richiesta per costringere invece la famiglia France a vendere la NASCAR o l'ISC. La pista infatti ha richiesto anche che la NASCAR avrebbe dovuto sviluppare standard oggettivi per l'assegnazione dei propri eventi di gara e il risarcimento danni di 200 milioni di dollari. Nel gennaio 2008, il tribunale ha respinto la causa, affermando che i querelanti non sono riusciti a far valere le loro ragioni. I legali del Kentucky Speedway hanno comunicato che presenteranno un ricorso contro la decisione del tribunale.
Nel 2011, il Kentucky Speedway, ora di proprietà di SMI, ha ricevuto una data, il Quaker State 400, nel programma della Cup Series.